# Ctenotus inornatus
Ctenotus inornatus es una especie de lagarto del género Ctenotus, familia Scincidae, orden Squamata.

## Distribución
Se distribuye por Australia, en Territorio del Norte, Queensland y Australia Occidental.

## Taxonomía
Fue descrita por Gray en 1845.
Tratamiento taxonómico
La especie aparece registrada y publicada en Catalogue of the specimens of lizards in the collection of the British Museum. Trustees of die British Museum/Edward Newman, London: xxvii + 289 pp.